# Couëtron-au-Perche
Couëtron-au-Perche is een gemeente in het Franse departement Loir-et-Cher in de regio Centre-Val de Loire. De gemeente maakt deel uit van het arrondissement Vendôme en had op 1 januari 2022 1.045 inwoners.

## Geschiedenis
De commune nouvelle is op 1 januari 2018 ontstaan door de fusie van de gemeenten Arville, Oigny, Saint-Agil, Saint-Avit en Souday.

## Geografie
De oppervlakte van Couëtron-au-Perche bedroeg op 1 januari 2022 86,47 vierkante kilometer; de bevolkingsdichtheid was toen 12,1 inwoners per km².
De onderstaande kaart toont de ligging van Couëtron-au-Perche met de belangrijkste infrastructuur en aangrenzende gemeenten.